# Love, Springfieldian Style
«Love, Springfieldian Style» (рус. Любовь по-Спрингфилдски) — двенадцатый эпизод девятнадцатого сезона мультсериала Симпсоны. Премьера эпизода состоялась 17 февраля 2008 года.

## Сюжет
Эпизод начинается с романтической музыки, и с того как мужчины Спрингфилда дарят своим жёнам подарки. Смитерс признаётся Мистеру Бёрнсу в любви. На что Мистер Бёрнс отвечает «Спустить собак». Из города выезжает машина Симпсонов, из слов Мардж мы узнаём, что обилие романтики вызвано днём святого Валентина. Симпсоны приезжают на карнавал, но Мардж не видит ничего романтического в карнавале, и тогда Гомер её успокаивает, сказав, что карнавал займёт детей на пару часов. Сами же Мардж и Гомер решают проплыть по тоннелю любви. Но Барт, решив, что эта поездка может обернуться пополнением в Семье, решает испортить им праздник, и наливает желатин в воду, превращая её в желе.

### Bonnie and Clyde
(рус. Бонни и Клайд)
Когда вода застывает, Гомер рассказывает историю про Бонни и Клайда.
Развязная девушка Бонни, имеющая слабость к сильным мужчинам и непредсказуемым опасностям, путешествует вместе со своим новым избранником, Клайдом, убивая людей и совершая ограбления банков.

### Shady and the Vamp
(рус. Проходимец и красотка)
Подошедшие к концу рассказа дети тоже хотят послушать истории. Тогда Мардж рассказывает свою историю о двух собаках, Цветике (Мардж) и Дворняге (Гомер). Сучка из высшего общества, Цветик, начинает крутить роман с простой блохастой дворягой, но когда дело доходит до щеночков, кобель пугается ответственности и убегает.

### Sid and Nancy
(рус. Сид и Нэнси)
Барт рассказывает историю о Sex Pistols, в которой выступает Барт и Нельсон. Примерная девочка Нэнси Спанджен (Лиза) влюбляется в басиста группы Сида Вишеса (Нельсона) и хочет, чтобы хулиган перестал быть плохишом и стал хорошим ради своей новой девушки.

### Конец
Эпизод заканчивается романтической музыкой и поздравлением Гомера.

## Интересные факты
- Проходимец и красотка — это пародия на Леди и Бродяга.
- Мультфильм, который смотрит шериф в кинотеатре, является пародией на дятла Вуди.